# 登沙河站
登沙河站位于中国辽宁省大连市金州区登沙河街道，经过本站的铁路有金庄铁路、丹大城际铁路，距丹东站243公里，大连北站50公里，建筑面积2100平方米，为客运三等火车站。
本站西南有通往东北特殊钢集团股份有限公司的专用线。

## 历史
建于1927年9月。
2011年5月30日，周水子至登沙河6381/2/3/4次列车开始运行，本次列车是东北特钢与大连沈铁港口物流有限公司合作开通，沈局客运走向市场所开通的全国第一列职工通勤专列“东北特钢号”。目前，专列每天在周水子站和东北特钢登沙河新厂区之间往返两次，每天运送职工4000多人次。运行里程96公里，用时65分钟。
同年6月25日，“特钢号”进行提速工作，列车长度由15节增加至17节。
2015年12月17日，新站房随丹大快速铁路一起投入使用。

## 外部連結
- 中国铁路客户服务中心（页面存档备份，存于）